# Кетфиш (ТВ емисија)
Кетфиш (енгл. Catfish: The TV Show) америчка је телевизијска емисија која се емитује на телевизији МТВ. Тема емисије је упознавање људи преко интернета и лажи које се скривају иза тога. Емисија се базира на филму Кетфиш којег је снимио Нив Шулман заједно са својим братом Аријелом. Емисију води управо Нив заједно са пријатељем Максом Џозефом, којег је касније заменила Ками Крофорд. Премијера је била 12. новембра 2012. године.

## Радња
Израз Кетфиш у енглеском језику усвојен тако да означава особу на друштвеним мрежама која користи личне информације других људи, претварајући се да је нека друга особа. Ове особе користе разне методе како би људи са којима су у контакту не посумњају на истинитост њиховог постојања.
Нив и Макс на почетку ступају у контакт са особом која им се обратила путем и-мејла, чују њихову страну приче, и затим отпутују у њихову резиденцију како би сазнали у којем окружењу живе, чиме се баве итд. Потом Нив и Макс крећу у истраживање које укључује претрагу броја телефона, фотографија, и Фејсбук, Инстаграм и налога на другим друштвеним мрежама потенцијалног преваранта. Након тога представе жртви резултате које су нашли и уколико успеју, ступе у контакт са потенцијалним преварантом да би се договорили око места где би се могли наћи. На крају када се ове две особе сретну установи се да ли је друга особа говорила истину или не. Као епилог приче, Нив и Макс после одређеног временског периода ступају у контакт са обе особе и питају их какве су се промене догодиле у њиховом животу од тренутка када су се видели.

## Епизоде
| Сезона | Сезона | Епизоде | Епизоде | Оригинално емитовање | Оригинално емитовање |
| Сезона | Сезона | Епизоде | Епизоде | Премијера            | Финале               |
| ------ | ------ | ------- | ------- | -------------------- | -------------------- |
|        | 1.     | 12      | 12      | 12. новембар 2012.   | 25. фебруар 2013.    |
|        | 2.     | 16      | 16      | 25. јун 2013.        | 15. октобар 2013.    |
|        | 3.     | 10      | 10      | 7. мај 2014.         | 9. јул 2014.         |
|        | 4.     | 19      | 19      | 25. фебруар 2015.    | 30. август 2015.     |
|        | 5.     | 20      | 20      | 24. фебруар 2016.    | 21. септембар 2016.  |
|        | 6.     | 20      | 20      | 1. март 2017.        | 30. август 2017.     |
|        | 7.     | 40      | 40      | 3. јануар 2018.      | 29. август 2019.     |
|        | 8.     | 95      | 95      | 8. јануар 2020.      | 2. јануар 2024.      |